# Tomàquet Mandó de Collserola
El tomàquet Mandó de Collserola és una varietat de tomàquet (Solanum lycopersicum) que es conrea a la serra de Collserola. Es caracteritza pel seu fruit gran, de 400 g a 1 kg cada tomàquet, de creixement lent, ple, saborós, de forma esfèrica-aplanada i de pell fina de coloració vermella-ataronjada. Aquesta varietat està emparada per la marca de garantia 'Producte de Collserola', que atorga el Consorci del Parc Natural de la Serra de Collserola. Està inscrita al Catàleg de varietats locals d'interès agrari de Catalunya, i al Catàleg Comú de varietats de plantes agrícoles de la Unió Europea.

## Història
El cultiu d'aquest tomàquet originari de Collserola es va abandonar quan el pagès que el conreava va marxar a viure a França a mitjans del segle xx, i va deixar un pot de llavors a la masia veïna, Can Mandó, situada al vessant solà del fondal de la Budellera, dins el Parc Natural de la Serra de Collserola. Damià Gibernet, de Can Mandó, va recuperar el seu cultiu més de 50 anys després, inicialment per a consum propi, i el 2010 en va cedir llavors al Consorci de Collserola que, mitjançant la Fundació Miquel Agustí, va incloure aquesta varietat en el projecte de recuperació de l'agrobiodiversitat a través de l'ús, en els espais de la Xarxa Natura 2000 de Catalunya i, concretament, en l'estudi 'Varietats tradicionals de tomàquet catalanes, caracterització agromorfològica, sensorial i química de 13 varietats', que es va dur a terme el 2011. En les conclusions de l'estudi, el Mandó era una de les 3 varietats que destacaven com a molt prometedores. A Can Coll, el centre d'educació ambiental del Parc Natural, es va fer la multiplicació de la llavor durant 4 anys, es va fer un treball de millora genètica i consolidació del banc de llavors de la varietat, prioritzant-ne el seu valor organolèptic, es van repartir llavors entre els pagesos de Collserola i, el 2015, es va comercialitzar per primera vegada.
Des del 2011 fins al 2018, el Consorci de Collserola, la Fundació Miquel Agustí, la Universitat Politècnica de Catalunya (UPC) i la Universitat de Barcelona (UB) van dur a terme el programa de millora vegetal participativa (PPB) al Parc Natural de Collserola, per promoure la conservació de la raça autòctona Mandó i obtenir-ne noves varietats adaptades a les explotacions ecològiques locals. Com a resultat, de les 80 plantes de la raça original que hi havia el 2011, es va passar a més de 2.000 el 2018, cosa que va protegir la varietat de l'erosió genètica. També s'ha estudiat la influència del portaempelts Beaufort en la varietat Mandó de Collserola de conreu ecològic a ple sol, amb el resultat d'un augment del rendiment del 62% de mitjana, però amb un efecte negatiu sobre els atributs sensorials,  ja que n'ha reduït la dolçor, l'acidesa i la intensitat del sabor.

## Can Mandó
La masia Can Mandó és un immoble del segle xviii inclòs a l'Inventari del Patrimoni Arquitectònic de Catalunya. Està situada al fondal de la Budellera, al nord del nucli de Vallvidrera, al districte de Sarrià-Sant Gervasi de Barcelona, dins del Parc Natural de la Serra de Collserola.